# اچ‌دی ۱۸۲۴۷۵
اچ‌دی ۱۸۲۴۷۵ یک ستاره است که در صورت فلکی عقاب قرار دارد.